# Entierro de la Sardina en Murcia
El Entierro de la Sardina es una fiesta pagana que se celebra en Murcia (España) durante las Fiestas de Primavera y cuyo acto central es un gran desfile de carrozas que culmina con la quema de la sardina el sábado siguiente a la Semana Santa. Está declarada Fiesta de Interés Turístico Internacional.

## Historia
El origen de esta festividad en Murcia data del siglo XIX, sin embargo, esta tradición que en un principio se celebraba como colofón del Carnaval el Miércoles de Ceniza, se extendió desde el centro de la Península dónde se tiene constancia de ella ya en el siglo XVII. En Murcia, sin embargo, será en 1851 cuando un grupo de estudiantes que querían imitar las mascaradas que habían visto en Madrid, comenzaron a desfilar por las calles de la ciudad imitando un sencillo cortejo fúnebre. Este festejo poco popular en un principio, empezó a tomar cuerpo a lo largo de la segunda mitad de ese siglo hasta convertirse en la celebración más importante de la ciudad de Murcia y la de más afluencia de toda la región.
El periodista murciano Martínez Tornél cuenta en un valioso documento la mascarada que dio origen al primer Entierro de la Sardina de Murcia:

Unos cuantos murcianos, entonces jóvenes, entre los que he oído siempre citar a Nolla, Carles, Ibáñez, Selgas, Gómez Carrasco, Marín Baldo, Ortiz, García-Esbry, Baquero y Peñafiel, sorprendieron a Murcia en la última noche de carnaval presentándose en sus calles, a guisa de disciplinantes, con sendos capuchones negros, hachas de viento en las manos y formando terrorífica comitiva que concluía en un disforme féretro, en la cual, se supo después, iban los restos mortales de una desgraciada sardina.  Al son de una lúgubre máscara, recorrieron las principales calles, y después, formando una pira con los hachones, quemaron el féretro.

Entierro de la Sardina por Francisco de Goya

En 1854 se leerá por primera vez el Bando del Casino que evolucionará hasta el actual Testamento de la Sardina. A lo largo del siglo debido a diversos vaivenes políticos y económicos, el desfile se suspendió algunos años y se retomó otros. En 1862 con motivo de la visita a la ciudad de la reina Isabel II se hizo una representación del festejo para dicha personalidad y los asistentes. 
En 1876 se lee por primera vez en Testamento, conocido ya como tal, unos años después, hacia 1888 se acusa al festejo, que ya había adquirido unas dimensiones considerables, de despilfarro de dinero innecesario y deja de celebrarse nuevamente, sin embargo, asociaciones de comerciantes de la ciudad piden públicamente que se recupere como elemento de reactivación comercial, no lo conseguirán hasta 1899.
En la primera mitad del siglo XX, la celebración del desfile dependerá de la convulsa situación política y económica de este momento, además, la iglesia ve el desfile como un desproposito pecaminoso y diversos periódicos publican críticas de carácter moral donde se refieren al festejo como:

“báquica orgía de todos los desenfrenos, que un año y otro han ofrecido el pudor de la mujer murciana, al pasear en triunfo la carne de prostíbulo por nuestras calles…”

Desde que la festividad terminó por establecerse al final de las Fiestas de Primavera de Murcia, perdió su relación directa con el Carnaval aunque no del todo su carácter carnavalesco, a partir de entonces, la celebración fue entendida como una alegoría al final de la Cuaresma donde se deja de comer pescado tras el recogimiento propio de la Semana Santa, así es como ha sido señalado por algunos cronistas y con este sentido popular ha llegado hasta nuestros días. De este modo la festividad murciana se aleja de su sentido original y de las celebraciones de Carnaval que se realizan en otros lugares de España.
Tras la Guerra Civil las Fiestas de Primavera de Murcia volvieron a reorganizarse entre 1942 y 1945 a partir de entonces respaldadas por el gobierno municipal.
En los años 60 se constituyó la junta General Sardinera y la Agrupación Sardinera y a partir de los años 80 la celebración del festejo estará plenamente asegurada y se convertirá en uno de los desfiles más multitudinarios del país, estimándose la asistencia en más de un millón de personas en algunos de los últimos años del siglo XX. 
A comienzos del siglo XXI, la fiesta alcanza un desarrollo nunca antes visto, se multiplican los actos a lo largo de toda la semana de las Fiestas de Primavera e incluso fuera de ella, haciéndose cada vez más atractiva al público foráneo y con participantes venidos de los cinco continentes. Sin embargo la crisis financiera del 2008 obliga a reducir los actos y buscar alternativas en los años más duros para que los actos no perdiesen su esencia. A partir de 2014 las mejoras económicas vuelven a posibilitar ampliar los desfiles hasta la década de los años veinte del siglo XXI. Sin embargo, en la primavera del 2020 la expansión mundial de la pandemia de la COVID-19 y el confinamiento decretado por las autoridades para evitar el contagio, obliga después de décadas a suspender nuevamente los actos por el peligro que suponía la acumulación de personas en las calles. Primero se busca retrasar la fiesta a septiembre o junio, pero después se decide su suspensión total ese año.

## Simbología
El Entierro de la Sardina en Murcia tiene un carácter carnavalesco y por tanto vinculado a la liturgia católica (su calendario depende de la misma, ya que se vincula con la Cuaresma, la Semana Santa y la Pascua y las liturgias de la luz y del fuego propias de esta última) pero que se acaba uniendo a tradiciones aparentemente paganas de culto simbólico a dioses de distintas mitologías de la antigüedad, especialmente la grecolatina. Según Antonio de Hoyos:

[...] Así que la fiesta llega a alcanzar el dramatismo litúrgico de los misterios de Eleusis. La luz de las antorchas y el ritmo acelerado de los pulsos, mientras Dionisios gobierna y patea, prepara el reventón de los odres, y el vino corre y enloquece. [...]Se incorporó a Murcia esta fiesta por natural condición de la tierra, y mimetizó el pasado sin alterar apenas este presente que cierra con fascinante algarabía las fiestas de primavera.

La comparación que Hoyos establece con los Misterios eleusinos podría venir marcada por el hecho de que al igual que en Murcia, la antigua tradición ateniense contaba con una procesión jocosa que podía acabar en el jolgorio y desenfreno propios de la celebración. aunque el jolgorio es propio de cualquier fiesta de este estilo por lo que podría ser pura casualidad. 
El Entierro supone un símbolo de la victoria de don Carnal sobre doña Cuaresma. Así, vuelve el carnaval para espantar la carencia de la Semana Santa cristiana recién finalizada.
La simbología de los actos que se celebran a lo largo de las fiestas incluye los siguientes elementos:

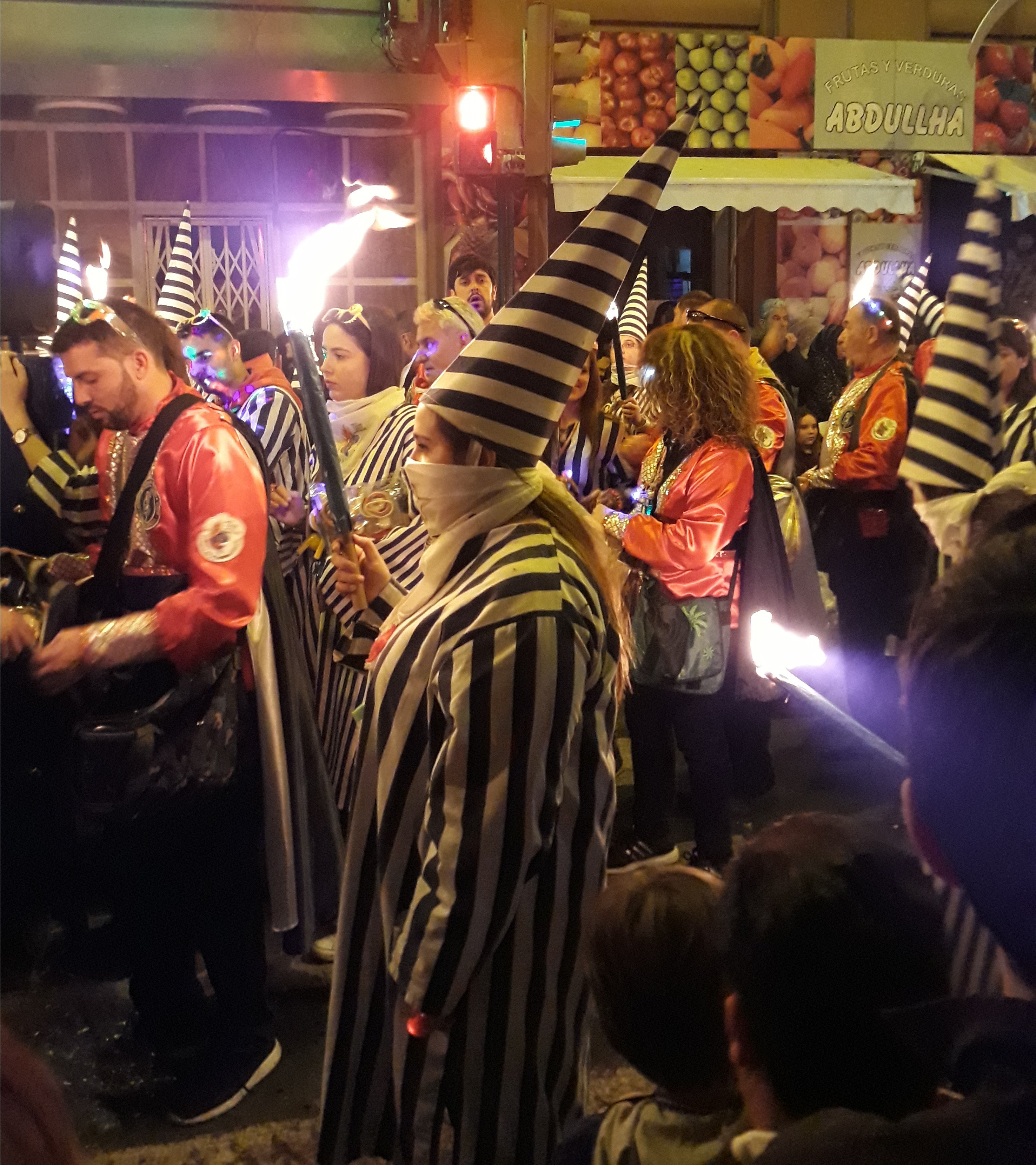
Chica ataviada con el traje típico de hachonero durante un desfile

- El pez: Es el elemento omnipresente en toda la fiesta, representa la imposibilidad de comer carne durante la Cuaresma y es quemado como símbolo del final de esta prohibición.
- El fuego: Es el elemento clave, presente el todos los actos que componen esta festividad, lo encontramos en los hachones de los hachoneros, en los fuegos artificiales y por su puesto en las llamas que consumen la sardina al finalizar el cortejo. Adquiere un carácter purificador y tiñe de magia la celebración.
- Los dioses paganos: Dan nombre a los distintos grupos sardineros, forman parte de un cortejo que recalca la tradición no sacra del festejo y aportan misticismo a los actos.
- Los sardineros y sardineras: Ataviados con ropajes de colores llamativos, son los verdaderos organizadores del desfile, suelen llevar casco cuando están sobre las carrozas y elementos identificativos de sus distintas agrupaciones.
- Los hachoneros y hachoneras: Son elementos tradicioneles del desfile desde sus inicios, ataviados con largas vestimentas a rayas y altos conos por sombreros, se protegen del humo de sus propios hachones con pañuelos en la cara y son parte indispensable de la iconografía del entierro y todos sus actos anteriores.
- El pito: Tradicionalmente se conoce como tal en Murcia al silbato, se trata de un elemento muy característico de todo el entierro desde sus inicios, se reparte entre los asistentes y lo llevan los sardinero para crear al unísono un ensordecedor alboroto que acompaña a todos los actos sardineros.
- El Pañuelo: Protegía tradicionalmente a sardineros y hachoneros del humo, en la actualidad también es un símbolo de la fiesta ya que como marca la tradición incidada por el histórico sardinero Pepe Carreres se debe agitar este en molinillo al sonar el himno sardinero.

## Actos
Durante todo el año las llamadas agrupaciones sardineras hacen los preparativos de la fiesta. Dentro de estos actos preparatorios las agrupaciones sardineras nombran cada año un Gran Pez y, desde 1988, a una Doña Sardina, títulos honoríficos que presiden simbólicamente las celebraciones.
| Año  | Nombres                                  |
| ---- | ---------------------------------------- |
| 1967 | Rosendo Lostau Ferrán                    |
| 1968 | Manuel Fraga                             |
| 1970 | Gaspar Masso                             |
| 1972 | José Luis Oltra Moltó                    |
| 1973 | José Luis López Vázquez                  |
| 1974 | Jaime Campmany                           |
| 1975 | Cristóbal Páez                           |
| 1976 | Gabriel Cañadas                          |
| 1977 | Francisco Oliver                         |
| 1978 | Francisco Sabater García                 |
| 1979 | Francisco García Ruíz                    |
| 1980 | Luis Valenciano Gaya                     |
| 1981 | Gustavo Pérez Puig                       |
| 1982 | Ángel Tomás Martín                       |
| 1983 | José Sánchez Gómez                       |
| 1984 | José Manuel Garrido Guzmán               |
| 1985 | José García Martínez                     |
| 1986 | Manuel Medina Borbón                     |
| 1987 | Manuel Muñoz Barberán                    |
| 1988 | Carlos Egea Krauel y Ana Romero          |
| 1989 | Ramón Arcas Meca y María José Montesinos |
| 1990 | Carlos Collado Mena y Eukene Morcillo    |
| 1991 | Félix Martínez Robles y Adelina García   |
| 1992 | Carlos Valcárcel y Ana de la Cierva      |
| 1993 | Inocencio Arias y Carmen Castelo         |
| 1994 | José María Manzanares y Amparo Marzal    |

| Año  | Nombres                                                              |
| ---- | -------------------------------------------------------------------- |
| 1995 | Manuel Torres Martínez y Esther Arroyo                               |
| 1996 | Eugenio Galdón Brugarolas y Isabel Silvestre                         |
| 1997 | Pedro Cano Hernández y María José Alarcón                            |
| 1998 | José Ortega Cano y Tati García                                       |
| 1999 | José Carreres Alfonso y Cristina Fernández                           |
| 2000 | José Antonio Camacho y María Escario                                 |
| 2001 | Pedro Guillén y Eva Pedraza                                          |
| 2002 | José Antonio Abellán y Anne Igartiburu                               |
| 2003 | Ernesto Sáenz de Buruaga y Mar Saura                                 |
| 2004 | José Manuel Martínez Martínez y Patricia Betancort                   |
| 2005 | J.J. Santos y Elsa Anka                                              |
| 2006 | José Antonio Lozano Teruel y María José Besora Villanueva            |
| 2007 | Jesús Samper y Nieves Barnuevo                                       |
| 2008 | Carlos Santos y Marta Valverde                                       |
| 2009 | Pepín Liria y Noelia Arroyo                                          |
| 2010 | Ángel Martínez y Pepa Aniorte                                        |
| 2011 | Antonio Hidalgo y Eva Abril                                          |
| 2012 | Patricio Valverde Espín y Ruth Lorenzo                               |
| 2013 | Fernando Romay y Belinda Washington                                  |
| 2014 | Xuso Jones y Marta Nieto                                             |
| 2015 | Kike Boned y Pastora Soler                                           |
| 2016 | José María Albarracín y Miriam Giovanelli                            |
| 2017 | José María Martínez y María Pina                                     |
| 2018 | Alfonso López Rueda y Alicia Hernández                               |
| 2019 | Enrique Martínez y Sandra Díaz                                       |
| 2020 | Rafael Fuentes y Paloma Jáudenes (CELEBRACIÓN SUSPENDIDA - COVID-19) |
| 2022 | Rafael Fuentes y Paloma Jáudenes                                     |
| 2023 | José Moreno y Carmen Conesa                                          |

## Gala sardinera y Pitocrónica
Es uno de los primeros actos relacionados con el Entierro de la Sardina, se trata de una gala a la que acuden las distintas agrupaciones sardineras donde se lee un manifiesto satírico con el que los sardineros comienzan a calentar motores para el inicio de las fiestas.

## Llegada de la Sardina
El carácter regional de esta fiesta queda reflejado en el hecho de que cada año se elige un pueblo o ciudad de la Región de Murcia desde donde parte la sardina hacia la capital, generalmente en la localidad elegida, los sardineros realizan un pasacalles en el que reparten juguetes a los vecinos, invitándolos a formar parte de la fiesta.
La llegada de la sardina a la ciudad de Murcia se realiza el jueves de la semana de Fiestas de Primavera, es uno de los actos más esperados, pues marca el pistoletazo de salida para las fiestas. Es común que cada año la sardina llegue a la ciudad de un modo distinto, algunos años esta llegada se ha producido en helicóptero, tranvía o paracaídas. El acto finaliza con un pequeño desfile por las calles de la ciudad donde las charangas, los pitos y una pequeña sardina plateada son los protagonistas indiscutibles.

## Desfile del Testamento de la Sardina

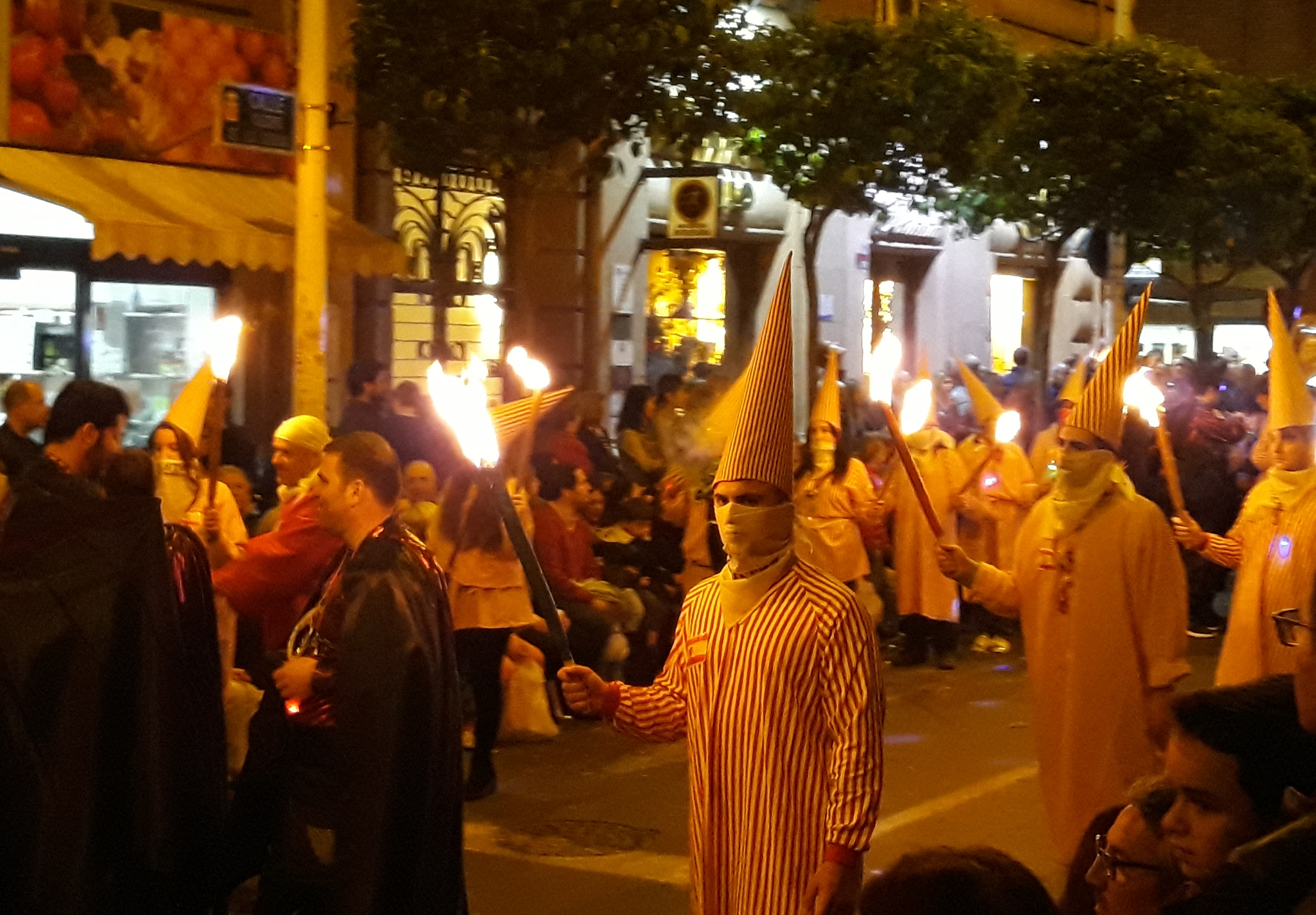
Hachoneros y sardineros durante el desfile del Testamento de la Sardina

El Testamento de la Sardina es un desfile que se realiza el viernes previo al Entierro, se trata de un pasacalles con aires carnavalescos donde las charangas, las comparsas, los disfraces y los hachoneros, acompañan a la sardina a leer su testamento antes de su cremación el día posterior. En este desfile, es muy característico el séquito de plañideras que acompañan de forma humorística al cortejo vestidas de riguroso luto.
Finalmente, tras un pequeño discurso del edil de la ciudad, el acto finaliza con la lectura del testamento donde sin perder el tono humorístico, doña Sardina se encarga de dejar sus pertenencias a los ciudadanos de la Región de Murcia. En la lectura del testamento, que comienza con el tradicional: sardineros... eros, sardineras... eras, no falta la crítica política así como el doble sentido y el lenguaje jocoso. El acto finaliza con el canto del himno sardinero y el himno de Murcia agitando los pañuelos con los que los sardineros y hachoneros se protegían tradicionalmente del humo.

## Gran Desfile del Entierro de la Sardina
El desfile del Entierro de la Sardina se produce la noche del Sábado final de las Fiestas de Primavera de Murcia. Es el acto más conocido de todo lo que supone el Entierro y es la fiesta más representativa de la ciudad de Murcia junto con el tradicional Bando de la Huerta. Cada año se espera que cientos de miles de personas abarroten la ciudad en la noche mágica de ese sábado de abril. En 2000, las autoridades cifraron la asistencia al desfile en alrededor de un millón de personas. 
El desfile consta de dos partes bien diferenciadas:

### Primera parte o cabecera
La primera parte o cabecera es presidida por una comitiva de portadores de las banderas de los municipios de la Región de Murcia, acto seguido, comienzan a desfilar toda suerte de disfraces, gigantes y cabezudos, seres mitológicos, carrozas, globos y un sinfín de personajes que amenizan el desfile y hacen reír a pequeños y mayores, acompañados por comparsas y charangas.
Aunque el desfile se renueva cada año para ofrecer nuevas experiencias y sorprender a los espectadores, existen algunos personajes clásicos que aparecen frecuentemente:
- Abanderados. Abren el desfile y portan todas las banderas de los municipios que han participado en el Entierro como invitados.
- La protagonista sardina. Aparece en su propia carroza como mascota del desfile escoltada por un grupo de hachoneros.
- Granaderos. Se tiene constancia de ellos en fotografías y grabaciones desde antiguo, aparecen vestidos con traje de granadero del ejército, pero no portan artillería sino grandes utensilios de cocina con los que presumiblemente darán cuenta de la sardina.
- Gigantes y cabezudos. Muy característicos de todo el Levante, son otro elemento clásico en el desfile del Entierro que cumple así con una larga tradición en casi todos los desfiles celebrados en Murcia.
- El Dragón de Conte. Es sin duda uno de los personajes más representativos del entramado del Entierro, se trata de una imponente figura en cartón piedra de un dragón articulado con rasgos de dragón europeo pero con una articulación de inspiración china realizada por el histórico artista carrocista murciano González Conte que sorprende todavía hoy a los espectadores lanzando fuego por la boca.

También se hicieron características, sobre todo durante los años 90, la presencia de las bailarinas brasileñas, aunque no todos los años aparecen en el desfile.
El carácter internacional del desfile obliga a la presencia de grupos procedentes de otros países, es frecuente que cada año desfilen uno o varios grupos internacionales venidos desde cualquier punto del planeta, haciendo esta fiesta cada vez más plural y abierta a los turistas. Generalmente, estos grupos suelen ser una parte fundamental del desfile del Entierro y de los demás celebrados esa semana, generalmente elegidos por su espectacularidad y profesionalidad.

### Segunda parte
La segunda parte del desfile es quizá la más esperada, ya que hacen su aparición las carrozas de los sardineros, cada una de ellas consagrada a un dios mitológico que se muestra con todos sus atributos divinos en grandes esculturas de cartón piedra. Desde las carrozas, los sardineros lanzan toneladas de juguetes, peluches, balones y todo tipo de utensilios de plástico, de los que se suele decir que tiene mayor importancia conseguir atraparlos que su valor real. Sin embargo, lo cierto es que en los últimos años ha aumentado considerablemente la calidad de muchos de ellos. El lanzado de los juguetes se convierte en el acto central de la celebración, donde padres, niños y muchachos se afanan entre empujones por conseguir los regalos. 
Para muchos la diversión y aquello que hace especial y único en el mundo al Entierro de la Sardina, es precisamente esa pequeña batalla inocente.

## La Quema

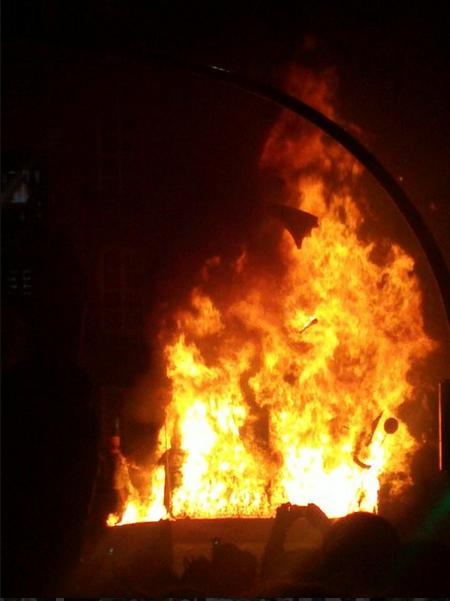
Quema de la sardina

La Quema es el espectáculo de fuego que pone fin a toda la celebración del Entierro, a modo de catarsis mística, los espectadores presencian la clausura de los festejos con la cremación del catafalco que representa a la sardina. La música y la pólvora, crean un emocionante ambiente con el que murcianos y turistas despiden a la sardina cada año.   
El evento transcurre una vez finalizado el desfile, las sardineras, sardineros, hachoneras, hachoneros y espectadores se reúnen en la Plaza Martínez Tornel situada en la intersección de Gran Vía y la calle Plano de San Francisco, junto al Puente de los Peligros donde algunos días antes, se ha colocado la gran falla alegórica a la sardina. 
Sobre la una de la madrugada, Doña Sardina será la encargada de encender la mecha que iniciará la cremación del gigantesco monumento. Es tradición que los sardineros caminen alrededor del catafalco de la sardina cuando está ardiendo agitando sus pañuelos y lancen los sombreros a la hoguera.  
La quema de la sardina y el espectacular castillo de fuegos artificiales que la acompaña, son el punto final a los actos del Entierro y de las Fiestas de Murcia, pero también el punto de partida para la preparación de los del año próximo.

## El Catafalco de la Sardina
El catafalco de la sardina es uno de los puntos clave del Entierro. Se trata de una falla de importantes dimensiones que se coloca los días previos al desfile para que pueda ser vista por los ciudadanos y turistas. El monumento se levanta en la intersección entre la Gran Vía y el Plano de San Francisco, a la que se le prende fuego la noche del entierro al finalizar el desfile. 
La estructura compuesta de varios materiales incendiables, está diseñada para que prenda con facilidad y repleta de pirotecnia para hacer el momento de la Quema más emocionante. Pese a todo, algunos años el catafalco ha encontrado dificultades para arder lo que ha obligado a que se tenga muy en cuenta, no solo su belleza estética sino también su facilidad para prender. Junto al catafalco se suele desplegar un perímetro de seguridad donde bomberos y policía local velan por la seguridad de los asistentes.

Catafalcos
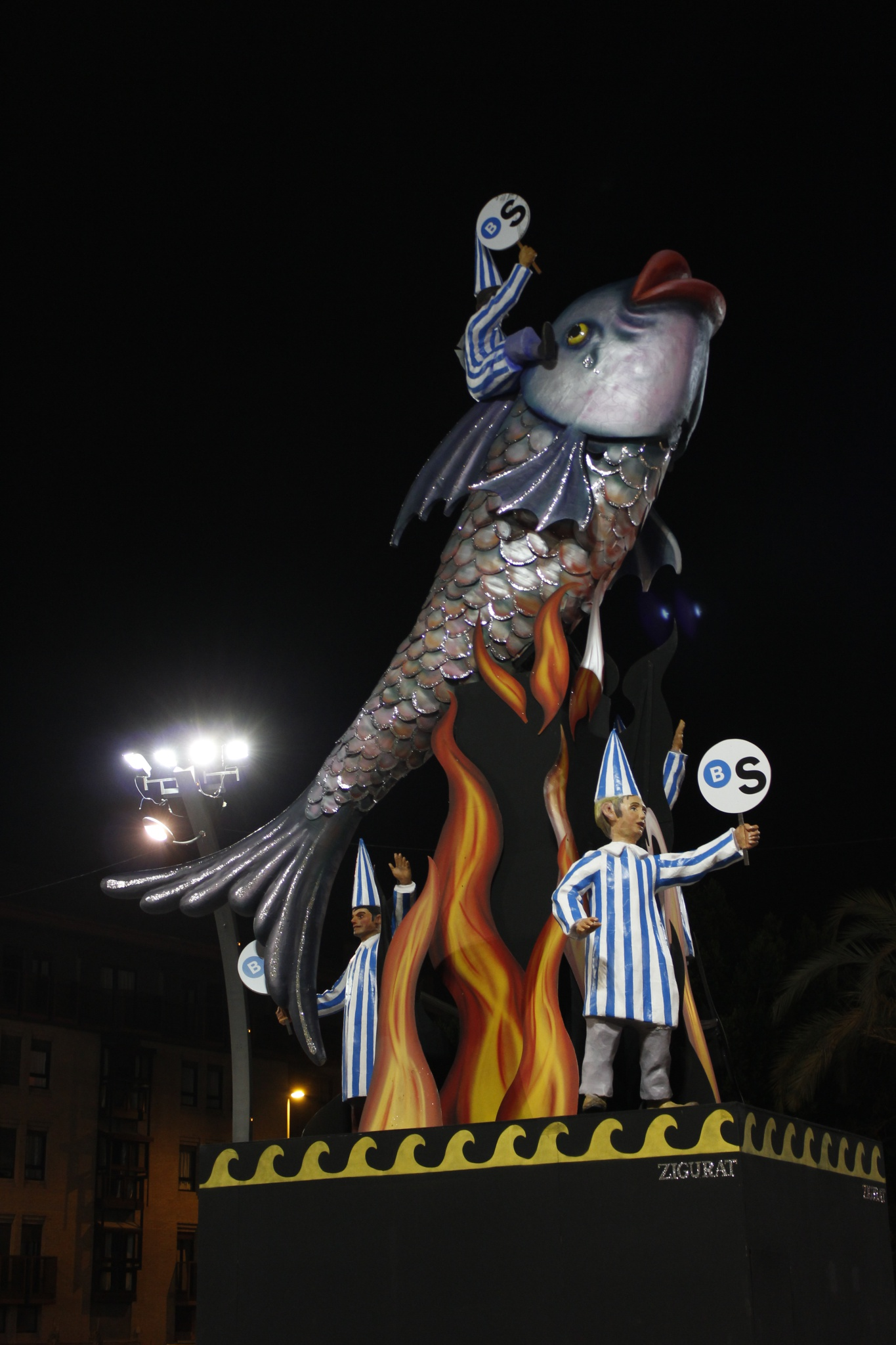
Año 2013

## Agrupaciones sardineras

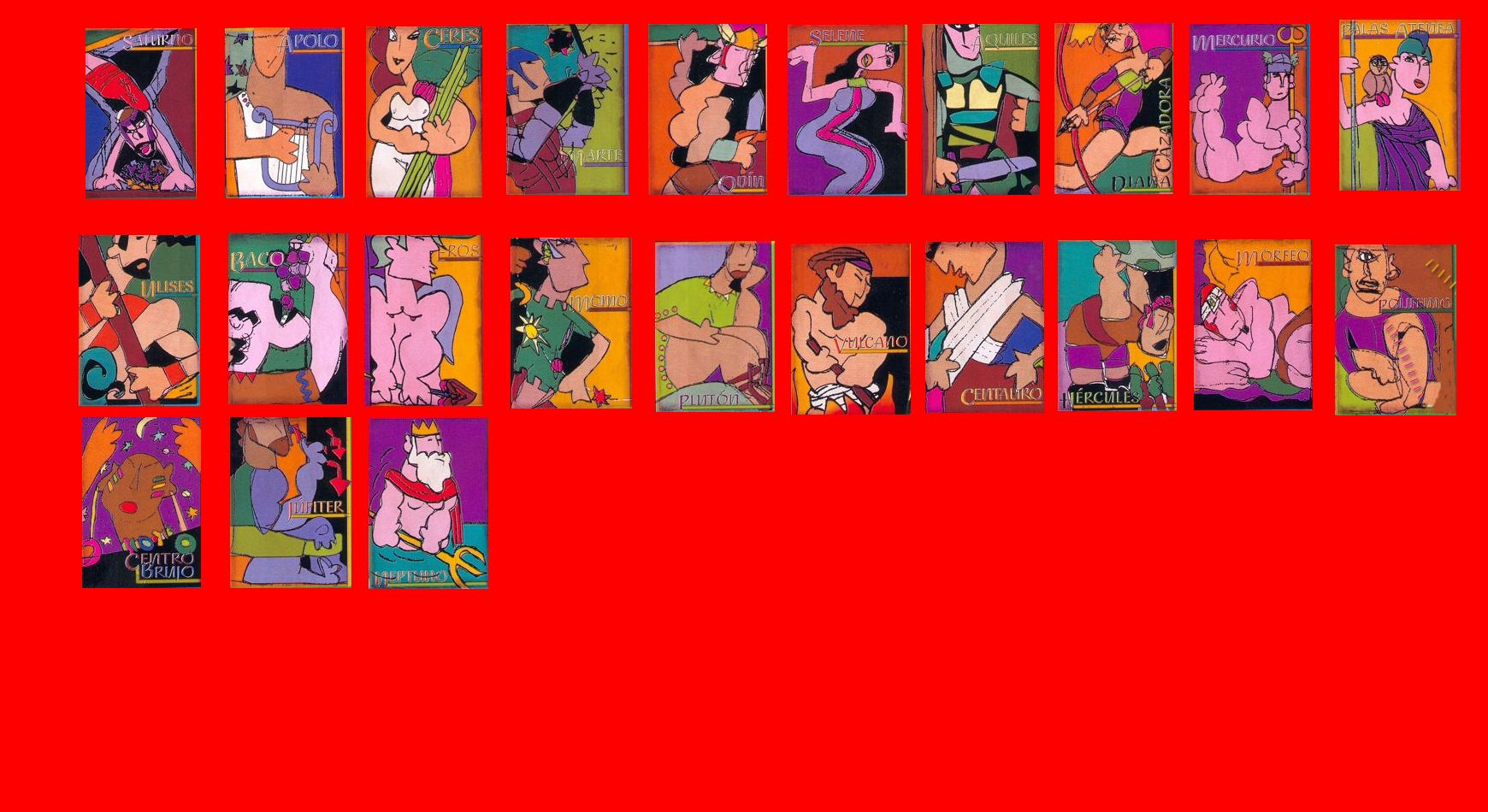
Imágenes represantativas de las agrupaciones sardineras de Murcia

Las agrupaciones sardineras, son el alma del Entierro. Sin ellas, su trabajo y su esfuerzo económico, no sería posible que saliese adelante un espectáculo de estas magnitudes. 
Existe unos 23 grupos sardineros, entre sus atribuciones se encuentran, organizan la cabalgata, animar la ciudad durante los días previos con pasacalles, charangas, desfile de llegada de la Sardina, desfile del Testamento y por supuesto, lanzar los miles de juguetes que inundan la ciudad la noche del sábado del Entierro.

## Participación de la mujer
Pese a que el Entierro de la Sardina es una festividad de origen pagano[cita requerida], sin connotaciones religiosas, las agrupaciones sardineras estaban originalmente compuestas en exclusividad por hombres. Con el paso del tiempo esta situación se ha ido superando con la presencia de mujeres en la mayor parte de los actos que la componen, una presencia que se supera cada año. Originalmente era nombrado tan solo la figura del Gran Pez, pero desde 1988 con la elección de Ana Romero, la figura de Doña Sardina se ha convertido en el centro de la representación de los actos sardineros, las mujeres pasan de este modo a participar en el Entierro de forma activa como sardineras, hachoneras o en cualquier otro papel, aunque su presencia sigue siendo muy minoritaria o casi anecdótica en las carrozas lanzando juguetes, pese a que no existe ninguna norma que lo impida. Este hecho ha levantado polémica, numerosos comentarios en redes y algunos artículos de prensa, han tildado a la fiesta de no haber superado algunos problemas de género, si bien cada vez es más frecuente la participación femenina en todos los actos.